# Casa Glessner
La casa John J. Glessner, conocida como la Casa Glessner, es una residencia arquitectónicamente importante del siglo XIX ubicada en 1800 S. Prairie Avenue, Chicago, Illinois. Fue diseñada entre 1885 y 1886 por el arquitecto Henry Hobson Richardson y se completó a finales de 1887. La propiedad fue designada como Monumento Histórico de Chicago el 14 de octubre de 1970. El sitio fue incluido en el Registro Nacional de Lugares Históricos el 17 de abril de 1970 y como Hito Histórico Nacional el 7 de enero de 1976. En 2007 el American Institute of Architects (AIA) realizó una encuesta para determinar la America's Favorite Architecture con los 150 edificios favoritos en Estados Unidos; la casa Glessner ocupa en esta el puesto 83.º.

## Historia
A finales del siglo XIX, la calle residencial más prestigiosa de Chicago era la Prairie Avenue en el South Side. Disfrutando del éxito económico, Glessner decidió construir una casa para su familia en la esquina entre la Prairie Avenue y la 18th Street. Eligió a uno de los arquitectos más destacados de la joven nación, Henry Hobson Richardson.

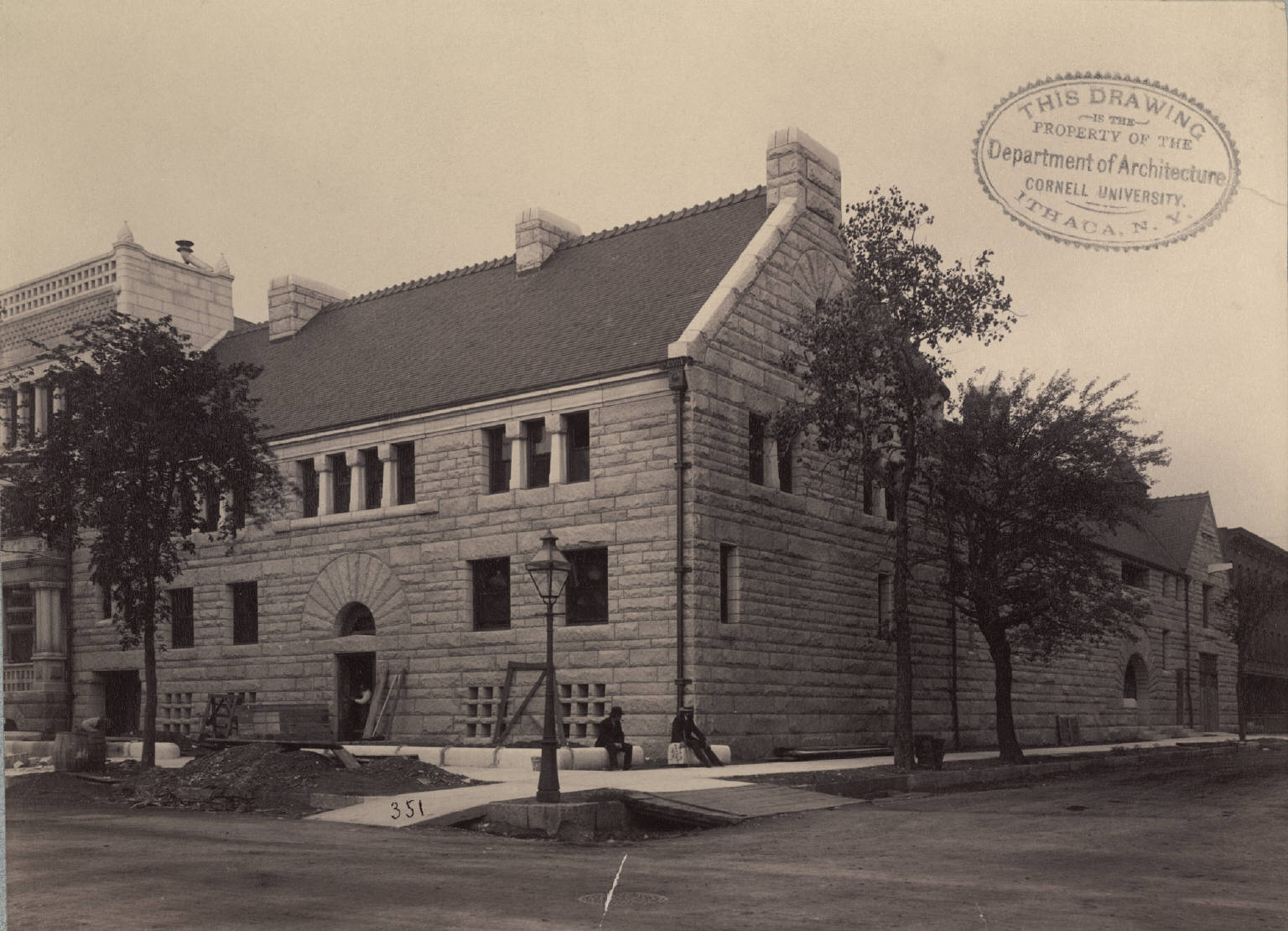
Casa Glessner en 1887, casi acabada. Foto original de la biblioteca de la Universidad de Cornell.

Ansioso por desarrollar un estilo de arquitectura que reflejara lo que él veía como la musculatura de los Estados Unidos de rápido crecimiento, el arquitecto de finales del siglo XIX Henry Hobson Richardson desarrolló lo que se llamaría el estilo románico richardsoniano, que tomaba elementos de la arquitectura románica europea de edificios construidos en los siglos XI y XII y los adaptaba a los modas estadounidenses.
Por ejemplo, las pesadas y toscas piedras de revestimiento  de la arquitectura neorrománica ya no eran necesarias por razones de Ingeniería. Los arquitectos y constructores habían descubierto formas más eficientes para que las paredes distribuyeran y soportaran el peso de un edificio. Richardson creía que lo que ya no era necesario para la función se podía hacer para servir a un nuevo propósito de forma, creando un nuevo lenguaje visual de separación individual y privacidad.
La residencia Glessner fue la última obra de Richardson. Murió a los 48 años, solo 3 semanas después de la finalización.

### Tras la muerte de Glessner

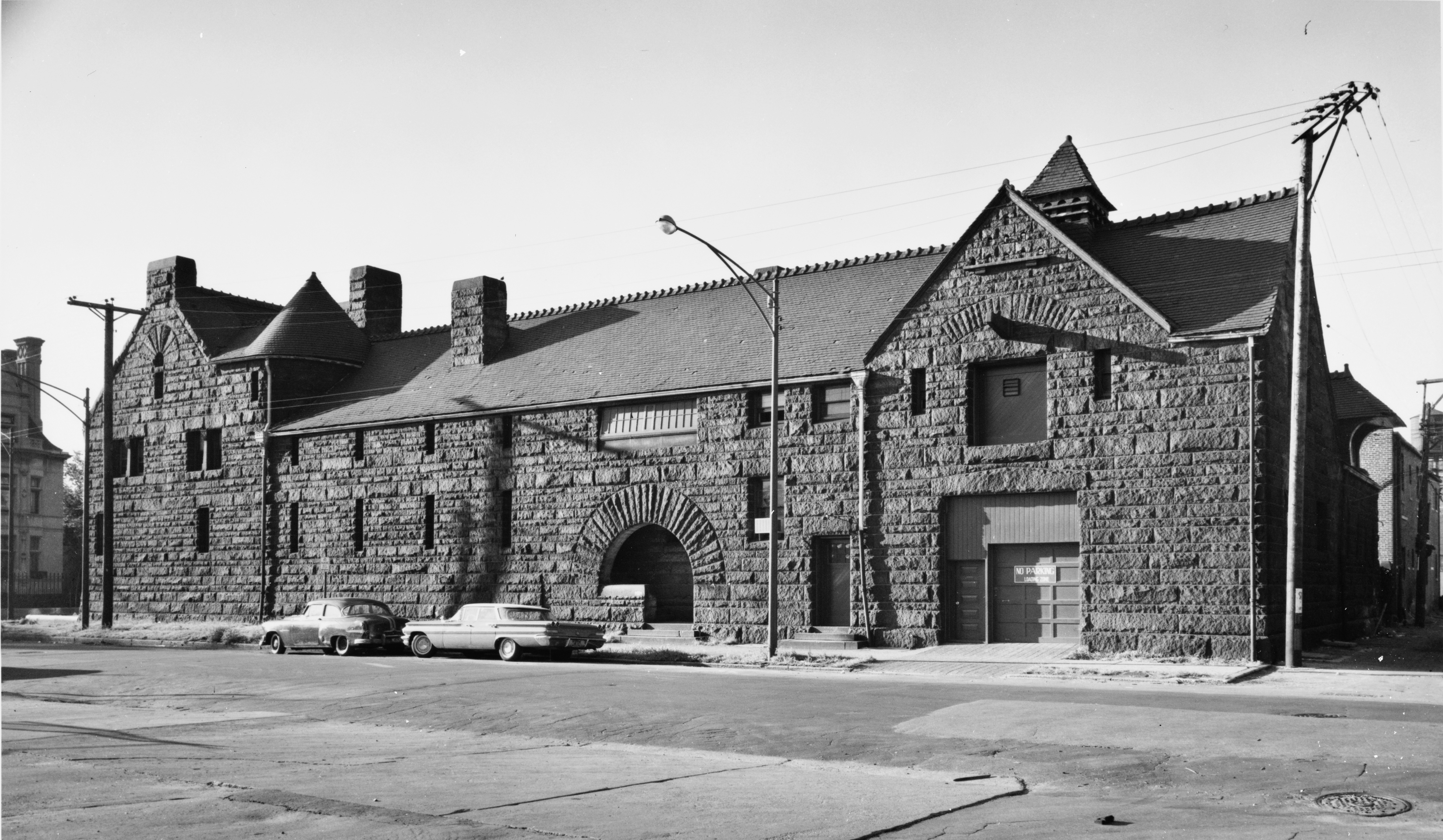
La casa Glessner en 1963

Después de la muerte de John Glessner en 1936, la casa fue entregada al American Institute of Architects. Debido en parte a la Gran Depresión, la entidad no pudo pagar el mantenimiento necesario y la devolvió en 1937. Ese mismo año la familia se la cedió al Armor Institute (precursor del actual Instituto de Tecnología de Illinois). En 1945, el Instituto arrendó la casa a la Fundación Técnica Litográfica, que instaló grandes imprentas en muchas de las salas y llevó a cabo investigaciones para la industria de la impresión. Cuando la Fundación se mudó a Pittsburgh a principios de la década de 1960, la casa estaba amenazada de demolición. 
La Fundación de Arquitectura de Chicago se fundó en 1966 como la Fundación de la Escuela de Arquitectura de Chicago para salvar la casa Glessner. Finalmente, un grupo de arquitectos, entre ellos Philip Johnson, Ben Weese y Harry Weese, y de ciudadanos con mentalidad de preservación se unieron para salvar la casa y la compraron en 1966 por solo 35 000 dólares. A los pocos años, los descendientes de Glessner comenzaron a devolver los muebles originales.
La casa se abrió para visitas públicas en 1971. Se ha mantenido con la ayuda de tarifas de admisión y donaciones privadas sustanciales de individuos y fundaciones, incluida la Fundación Richard H. Driehaus, la Fundación Alphawood, la Fundación Tawani y la Fundación Francis Beidler.
Muchas de las habitaciones han sido cuidadosamente restauradas a su aspecto original. La colección de objetos decorativos y mobiliario es especialmente significativa, ya que los Glessner eran sofisticados coleccionistas de artes y artesanías tanto inglesas como americanas. Objetos y muebles de William Morris, William De Morgan, Émile Gallé, Isaac Scott, AH Davenport y otros se encuentran por toda la casa. El Museo de la Casa Glessner, una corporación sin fines de lucro 501 (c) (3), se formó en 1994 para administrar la propiedad; opera bajo el nombre de Glessner House. Varios miles de personas visitan el sitio anualmente para realizar recorridos y programas.

## Arquitectura

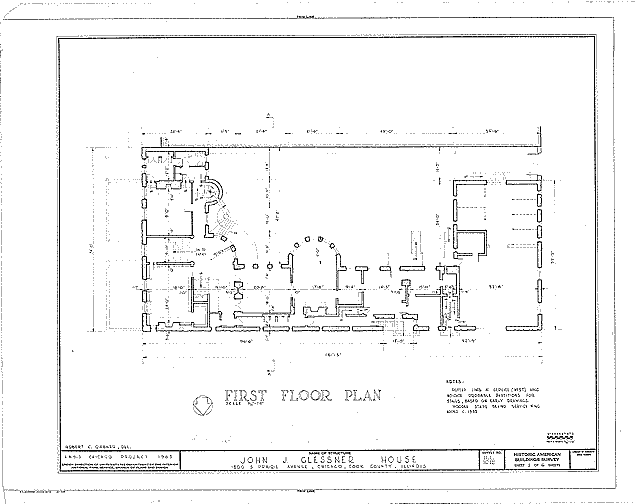
Casa Glessner, primer piso, de HABS

La casa fue diseñada durante la Gilded Age y responde a la expectativa de una casa sencilla, cómoda y acogedora. Es un ejemplo de la arquitectura richardsoniana y tiene todos sus elementos estilísticos: monumental, similar a una fortaleza, fuertemente vinculada al sitio, con bloques de piedra rústica, arcos de medio punto y elementos derivados de la arquitectura románica francesa y española, los palazzi de italianos y la abadía de Abingdon en Inglaterra. Tiene forma de E y ocupa prácticamente todo el solar y estaba pegado a la casa de al lado.
La innovadora planta y el diseño de la casa Glessner la clasifican como uno de los proyectos residenciales más importantes del siglo XIX. Los muros de la casa se acercan a los línderos de la parcela, lo que permite un espacioso patio privado en el interior. El patio permitía que entrara abundante luz natural a las habitaciones principales de la casa a través de ventanas orientadas al sur, y también proporcionaba un nivel de privacidad que rara vez se logra en las residencias urbanas. Además, se disponeuna larga sala de servicio a lo largo del lado norte de la casa, protegiendo los espacios familiares del ruido y la suciedad de la calle 18, así como de los brutales vientos invernales. 
Tiene tres dormitorios para uso familiar, dos para invitados y ocho para sirvientes. Las habitaciones familiares y de invitados cuentan cada una con un baño individual. Hay once chimeneas y siete escaleras diferentes. Estuvo iluminada con gas durante los primeros cinco años  y electrificada para la Exposición Mundial Colombina de 1893.
El exterior de la casa está revestido con granito de Braggville, dispuesto en hileras de varias alturas, lo que le da a la casa una fuerte apariencia horizontal. La ornamentación es mínima e incluye un arco de follaje estilizado sobre la entrada principal y una serie de capiteles tallados en las columnas del segundo piso.